# 교와정 (이바라키현)
교와정(協和町)은 이바라키현 마카베군에 속했던 정이다.  

## 역사
- 1889년 4월 1일 - 정촌제 시행으로 마카베군 오구리촌 니하리촌, 후루사토촌이 성립하였다.
- 1895년 9월 25일 - 니하리역이 개업하였다.
- 1954년 12월 1일 - 오구리촌 니하리촌, 후루사토촌이 합병해 교와촌이 되었다.
- 1964년 12월 1일 - 정으로 승격하였다.
- 2005년 3월 28일 - 교와정, 시모다테시, 세키조정, 교와정과 대등 합병해 지쿠세이시가 성립해 교와정은 소멸하였다.

## 교통

### 철도
- 동일본 여객철도 ■미토선

### 도로
- 국도 제50호선